# Lar Park-Lincoln
Lar Park-Lincoln, właściwie Laurie Jill Park (ur. 12 maja 1961 w Dallas, zm. 22 kwietnia 2025) – amerykańska aktorka.

## Filmografia
- Children of the Night (1985)
- Detektyw Hunter (Hunter, 1987)
- Outlaws (1987)
- The Princess Academy (1987)
- Dom II – następna historia (House II: The Second Story, 1987)
- Autostrada do nieba (Highway to Heaven, 1987)
- Knots Landing (1987–1991)
- Piątek, trzynastego VII: Nowa krew (Friday the 13th – Part VII: The New Blood, 1988)
- Koszmary Freddy’ego (Freddy’s Nightmares, 1988)
- Rok w piekle (Tour of Duty, 1989)
- Urok mordercy (Fatal Charm, 1990)
- Murder, She Wrote (1992)
- Gwiezdna eskadra (Space: Above and Beyond, 1995)
- Beverly Hills, 90210 (1995)
- City of Justice (2005)
- Inspector Mom (2007)
- Inspector Mom: Kidnapped in Ten Easy Steps (2007)
- God’s Chosen (2008)
- His Name Was Jason: 30 Years of Friday the 13th (2009)
- Crystal Lake Memories: The Complete History of Friday the 13th (2013)